# Gelmin Rivas
Pour les articles homonymes, voir Rivas.
Gelmin Rivas Boada, né le 23 mars 1989 à Cumaná au Venezuela, est un footballeur international vénézuélien, qui joue au poste d'attaquant.

## Biographie

### Carrière en club
Gelmin Rivas dispute sept rencontres en Copa Libertadores, pour deux buts inscrits, cinq matchs en Copa Sudamericana et un en Ligue des champions de l'AFC, pour un but inscrit.

### Carrière internationale
Gelmin Rivas compte trois sélections avec l'équipe du Venezuela entre 2010 et 2014. 
Il est convoqué pour la première fois en équipe du Venezuela par le sélectionneur national César Farías, pour un match amical contre le Canada le 29 mai 2010. Il entre à la 90e minute à la place de Miku (1-1). 
Il participe ensuite à la Copa América 2015, où il ne joue aucun match, le Venezuela étant éliminé au premier tour de la compétition.

## Palmarès
- Avec le Deportivo Anzoátegui
  - Vainqueur de la Coupe du Venezuela en 2012

- Avec le Deportivo Táchira
  - Champion du Venezuela en 2015

## Statistiques
| Saison                | Club                  | Championnat           | Championnat | Championnat | Coupe(s) nationale(s) | Coupe(s) nationale(s) | Compétition(s) continentale(s) | Compétition(s) continentale(s) | Compétition(s) continentale(s) | Venezuela | Venezuela | Total | Total |
| Saison                | Club                  | Division              | M.          | B.          | M.                    | B.                    | Comp.                          | M.                             | B.                             | M.        | B.        | M.    | B.    |
| 2009-2010             | Deportivo Anzoátegui  | Primera División      | 13          | 3           | -                     | -                     | CS                             | 1                              | 0                              | 1         | 0         | 15    | 3     |
| 2010-2011             | Deportivo Anzoátegui  | Primera División      | 23          | 4           | -                     | -                     | -                              | -                              | -                              | -         | -         | 23    | 4     |
| 2011-2012             | Deportivo Anzoátegui  | Primera División      | 25          | 8           | -                     | -                     | CS                             | 4                              | 0                              | -         | -         | 29    | 8     |
| 2012-2013             | Deportivo Anzoátegui  | Primera División      | 16          | 8           | 7                     | 1                     | -                              | -                              | -                              | 1         | 0         | 24    | 9     |
| 2012-2013             | Deportivo Táchira     | Primera División      | 14          | 3           | -                     | -                     | -                              | -                              | -                              | -         | -         | 14    | 3     |
| 2013-2014             | Deportivo Táchira     | Primera División      | 31          | 17          | 6                     | 2                     | -                              | -                              | -                              | 1         | 0         | 38    | 19    |
| 2014-2015             | Deportivo Táchira     | Primera División      | 31          | 20          | 6                     | 0                     | CL                             | 7                              | 2                              | -         | -         | 44    | 22    |
| 2015-2016             | Al-Ittihad            | Premier League        | 16          | 17          | 4                     | 2                     | ACL                            | 1                              | 1                              | -         | -         | 21    | 20    |
| Total sur la carrière | Total sur la carrière | Total sur la carrière | 169         | 80          | 23                    | 5                     | -                              | 13                             | 3                              | 3         | 0         | 208   | 88    |